# Родники (Сарактаський район)
Родники́ (рос. Родники) — присілок у складі Сарактаського району Оренбурзької області, Росія.

## Населення
Населення — 34 особи (2010; 43 у 2002).
Національний склад (станом на 2002 рік):
- росіяни — 79 %